# In flagranti – Wohin mit der Geliebten?
In flagranti – Wohin mit der Geliebten? (Originaltitel: La doublure) ist eine französische Filmkomödie aus dem Jahr 2006. Regie führte Francis Veber.

## Handlung
Seit zwei Jahren hat der wohlhabende Geschäftsmann Pierre Levasseur ein Verhältnis zu Topmodel Elena Simonsen. Weil er sich nicht von seiner Frau trennen will, eröffnet Elena ihm am Tag ihres Treffens, dass sie nicht länger auf ihn warten wird. Unterdessen hält der kleine Angestellte eines Nobelrestaurants, François Pignon, der stets die Autos der Kunden parkt, um die Hand von Buchhändlerin Émilie an, wird von ihr jedoch zurückgewiesen. Sie sieht in ihm eher einen Bruder, kennen sich beide doch schon seit der Kindheit. Pierre und Elena gehen nach ihrer Trennung gemeinsam aus dem Haus und werden von einem Paparazzo abgelichtet, als auch der am Boden zerstörte François gerade durch das Bild läuft. Am nächsten Tag wird das Foto in der Zeitung abgedruckt und Pierres Ehefrau Christine erwartet eine Erklärung. Spontan behauptet Pierre, dass nicht er, sondern der andere Mann auf dem Bild mit der Frau auf dem Foto zusammen sei. Eine Trennung von Christine kann sich Pierre nicht leisten, hält sie doch 60 % der Aktien seines Unternehmens.
Pierres Anwalt sucht François auf und bietet ihm Geld, wenn er für einige Tage vorgibt, mit Elena zusammen zu sein. Da Émilie ihm bei ihrem Treffen gestanden hatte, 32.450 Euro Schulden zu haben, will François für die Lüge nun genau diese Summe haben. Elena wiederum erpresst Pierre, der ihr mal wieder die Scheidung von seiner Frau verspricht: Sie lässt sich von ihm 20 Millionen Euro auf ein Konto in einem Steuerparadies überweisen. Sollte Pierre sich nach einem Monat von seiner Frau geschieden haben, wird er das Geld zurückerhalten. Christine heuert einen Privatdetektiv an, der François ausfindig machen und befragen soll. Pierres Anwalt ist jedoch schneller, und so trifft Christine bei ihrem ersten Besuch bei François dort auch Elena an, die sofort seine Freundin spielt. In der Folgezeit werden beide immer öfter miteinander gesehen, so gehen sie gemeinsam essen, Elena besucht François auf Arbeit und er folgt ihr auf eine Modenschau, wo sie für Karl Lagerfeld läuft. Bald spricht die Presse von einer anstehenden Hochzeit. Dies macht François für weitere attraktive Frauen interessant, doch will gerade Émilie nichts mehr von ihm wissen. Pierre wiederum wird immer wütender, lässt er doch Elena ebenfalls beschatten und ist empört, dass sich beide den Fotos nach immer näher zu kommen scheinen. Christine hat von ihrem Detektiv erfahren, dass auch Pierre das Paar überwachen lässt und weiß daher, dass alles nur inszeniert ist. François und Elena können wiederum in François’ Wohnung zu leicht überwacht werden, hat er doch in seiner Wohnung keine Gardinen. Kurzerhand lässt Christine Vorhänge in seiner Wohnung anbringen. Pierre, der vorhatte, Elena für Christine aufzugeben, ändert seine Pläne, glaubt er doch, dass François und Elena die Vorhänge nur angebracht haben, um sich heimlich näherzukommen. Am Telefon beschimpft Pierre François nun. Der ist verzweifelt, stehen seine Chancen, Émilie zurückzugewinnen, doch immer schlechter. Es ist Elena, die sich mit ihr ausspricht und beide miteinander versöhnen kann.
Pierre wird von Christine schließlich zur Rede gestellt. Sie eröffnet ihm, dass sie die Gardinen hat anbringen lassen. Er versichert ihr, dass er Elena nicht mehr liebt und seine Ehe nie aufs Spiel setzen wollte. Christine nimmt die Unterhaltung heimlich auf Band auf. Pierre will sich auf Anraten seines Anwalts ein letztes Mal mit Elena treffen und sie belügen, um einen letzten gemeinsamen Tag miteinander zu haben. Elena glaubt, dass er wieder mit ihr zusammenkommen will, erhält dann jedoch das Band. Während François und Émilie durch Elenas Hilfe ein Paar werden und ihre Hochzeit planen, rächt sich Elena an Pierre. Sie lässt ihm von François ausrichten, dass sie von seiner Unterhaltung mit Christine weiß und ihn nie mehr sehen will. Als er aus dem Wagen steigt, wird er von einer Drag Queen angesprochen und berührt. In dem Moment erscheint ein Paparazzo – die nächsten Fotos entstehen, die es in die Klatschpresse schaffen und Pierre in einem schlechten Licht erscheinen lassen werden.

## Produktion
Gedreht wurde In flagranti – Wohin mit der Geliebten? in Boulogne-Billancourt, Neuilly-sur-Seine, Puteaux und Colline de Chaillot. Für die Kostüme war Jacqueline Bouchard zuständig. Der Film kam am 29. März 2006 in die französischen Kinos, wo er von 3.088.337 Zuschauern gesehen wurde. Er spielte in den USA 1.926.800 US-Dollar und in anderen Veröffentlichungsländern 27.400.068 US-Dollar ein. In Deutschland wurde In flagranti – Wohin mit der Geliebten? nicht in den Kinos gezeigt, sondern erschien am 17. Februar 2011 direkt auf DVD.
Der Charakter des François Pignon taucht ebenfalls in Francis Vebers Filmen Dinner für Spinner, Zwei irre Spaßvögel, Zwei irre Typen auf der Flucht, Ein Mann sieht rosa und Der Killer und die Nervensäge auf, ist jedoch nicht dieselbe Person.

## Synchronisation
| Rolle            | Darsteller           | Synchronsprecher |
| ---------------- | -------------------- | ---------------- |
| François Pignon  | Gad Elmaleh          | Matthias Keller  |
| Elena Simonson   | Alice Taglioni       | Katrin Decker    |
| Pierre Levasseur | Daniel Auteuil       | Gudo Hoegel      |
| Christine        | Kristin Scott Thomas | Ingrid Metz      |
| Maître Foix      | Richard Berry        | Erich Räuker     |
| Émilie           | Virginie Ledoyen     | Gabi Franke      |
| Richard          | Dany Boon            | Michael Che-Koch |
| André            | Michel Jonasz        | Michael Deckner  |

## Kritiken
Cinema befand, dass Regisseur Veber „mit Dialogwitz und illustren Darstellern“ punkte. Für das Lexikon des internationalen Films war In flagranti – Wohin mit der Geliebten? eine „Komödie mit überzeugenden Darstellern, aber nur wenigen zündenden Gags; immerhin beschwört die elegante Inszenierung den ‚Look‘ vergangener Zeiten hervor.“

## Auszeichnungen
Alice Taglioni gewann 2006 den NRJ Ciné Award in der Kategorie „Schauspielerin des Jahres“.
Dany Boon wurde 2007 für den César in der Kategorie Bester Nebendarsteller nominiert, der Preis ging jedoch an Kad Merad für den Film Keine Sorge, mir geht’s gut.